# Supervized
Supervized ist eine britisch-irische Filmkomödie von Steve Barron aus dem Jahr 2019. Der Film handelt von einem Altersheim für altersschwache Superhelden.

## Handlung
Ray, früher bekannt als Maximum Justice, wohnt mittlerweile in einem Altenheim für Superhelden. Das Leben dümpelt vor sich hin. Er liefert sich ab und an Wettrennen mit Pendle, ehemals „Total Thunder“, sowie Wortduelle mit seinem früheren Sidekick Ted („Shimmy“). Außerdem hassen alle den ehemaligen Superbösewicht Brian, der durch eine Art Kronzeugenprogramm in die USA kam, nachdem er gegen seine Schurkenkollegen aussagte. Bei einer Geburtstagsfeier eskaliert ein interner Streit, so dass Heimleiterin Alicia endlich ihre Drohung wahrmachen kann, und einem der ihren die Superkräfte dämpft. Dieser verschwindet jedoch kurz darauf und kommt völlig apathisch zurück. Kurz darauf stirbt er. Dafür bemerkt Ray jedoch, dass ein Jugendlicher offenbar seine Kräfte benutzen kann.
Zusammen mit seinen Freunden im Altersheim kommt er einem Komplott auf die Spur. Hinter allem steckt die Anstaltsleitung Alicia und der neue Pfleger Flynn, dessen Superkraft die Absorption der Superkräfte anderer ist. Doch zwischenzeitlich hat Alicia nach einem Zwischenfall fast alle Kräfte der Bewöhner dämpfen können. Doch Maximum Justice, Shimmy, Total Thunder sowie ihre alte Flamme Madera („Moonlight“) stellen sich ihr entgegen.
Zwischenzeitlich wurden alle anderen Ex-Superhelden in einer Vorrichtung gefangen gehalten. Alicia stiehlt anschließend die Superzellen ihres Komplizen und entledigt sich ihm. Schließlich beginnt sie alle Superkräfte in sich hineinzuziehen. Sie will so per Genmanipulation mit ihren Eierstöcken den Übermenschen erschaffen. Während des Showdowns muss sie jedoch feststellen, dass sie der ganzen Kräfte nicht Herr wird und löst sich langsam auf.
Anschließend geben die vier Helden eine Pressekonferenz.

## Hintergrund
Der Film erschien am 19. Juli 2019 in den Vereinigten Staaten und wurde dort in ausgewählten Kinos gezeigt. In Deutschland hatte er seinen Kinostart am 28. Oktober 2019. Die FSK gab ihn ab 12 Jahre frei.

## Kritiken
Der Filmdienst urteilte negativ: „Eine als Superhelden-Parodie annoncierte Komödie, die sich mit müdem Witz in präpubertären Scherzen suhlt und in ihren Spitzen gegen die Comic-Jugendkultur ausgesprochen altbacken daherkommt. Das Thema des Alters wird zudem nur in Form fahrlässiger Karikaturen verhandelt.“
Knut Elstermann von MDR Kultur bewertete den Film dagegen zwiespältig: „Steve Barrons (Die Coneheads) Komödie spielt amüsant mit dem Superhelden-Genre, bleibt aber leider doch unter den satirischen Möglichkeiten, die der Stoff bei mehr Zuspitzung und mehr erzählerischen Einfällen geboten hätte. Dafür sind die betagten Darsteller durch die Bank wunderbar komisch und zugleich berührend als melancholische Superhelden im Ruhestand.“
Auf Film-Rezensionen.de schrieb Oliver Armknecht: „Was passiert mit ausrangierten Superhelden? Sie landen in einem Superhelden-Altersheim! Das hätte jede Menge Stoff geboten, sowohl für eine dramatische wie auch satirische Richtung. Am Ende ist „Supervized“ aber eine relativ harmlose Komödie, die erst in der zweiten Hälfte Fahrt aufnimmt, wenn die Lust am Trash tatsächlich witzige Szenen hervorbringt.“
Für Kino-Zeit schrieb Rochus Wolff: „‚Supervized‘ möchte sich nicht allzu ernst nehmen.“ „Für eine Satire auf den Umgang unserer Gesellschaften mit alten Menschen ist ‚Supervized‘ nicht böse und auch nicht präzise genug; Ansätze gäbe es, wenn Alicia über die Superkräfte ihrer Schützlinge notiert: ‚Downwardly manage‘. Kleinmachen, wegverwalten: Da ließe sich womöglich ebenso noch mehr dazu sagen wie sich aus den schwindenden Superkräften mehr Potential ableiten ließe für eine sarkastische Feier des Alterns.“